# Phreatus immsi
Phreatus immsi is een keversoort uit de familie somberkevers (Zopheridae). De wetenschappelijke naam van de soort werd in 1936 gepubliceerd door Howard Everest Hinton.